# La Guerre sociale (1977)
Pour les articles homonymes, voir La Guerre sociale.
La Guerre sociale est une revue d'ultragauche publiée de 1977 à 1985 et dont le principal artisan a été Dominique Blanc. Pierre Guillaume, Alain Guionnet et Jean-Pierre Tillenon y collaborent également. Gilles Dauvé qui a participé à la revue était un ancien de La Vieille Taupe 1.
Le groupe La Guerre sociale se livre à un certain nombre de provocations comme le saccage de la Librairie des femmes. Des tracts de La Guerre sociale soutiennent également Robert Faurisson, au nom de la recherche de la vérité, mais aussi sur une base « anticapitaliste », la « mythologie de l'Holocauste » ayant pour fonction de « permettre au camp stalino-démocrate de se distinguer  de celui des nazis... et de justifier beaucoup d'ignominies ».
À partir de 1980, les militants se divisent sur la question du soutien à Robert Faurisson. Avec d'autres militants de la « première » Vieille Taupe, Gilles Dauvé écrit une lettre à Pierre Guillaume pour lui exprimer son désaccord et quitte La Guerre sociale pour fonder la revue La Banquise en 1983,.